# Kaj Vilhelm Tidemand
Kaj Vilhelm Tidemand (7. november 1892 i København – 3. september 1977) var en dansk direktør.
Han var søn af fuldmægtig Johs. A. Tidemand (død 1928) og hustru Petrea f. Hansen (død 1900), fik en handelsuddannelse i København 1907-16 og i Det Forenede Dampskibs-Selskab 1909-13. Han blev ansat i Dansk Sojakagefabrik A/S 1914, avancerede til afdelingsleder 1915, prokurist 1919, underdirektør 1949 og var slutteligt direktør fra 1951 til 1958. Han var tillige fuldmægtig i Ernæringsrådet 1917-18. 
Tidemand blev gift 6. september 1942 med Edith Gudrun Olesen (31. januar 1909 på Frederiksberg - ?), datter af forsikringsinspektør Johan Olesen (død 1950) og hustru Margrethe født Mortensen (død 1956). 